# Biologiemodellmacher

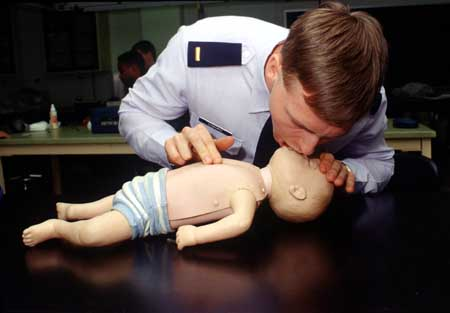
Babydummy zur CPR-Ausbildung

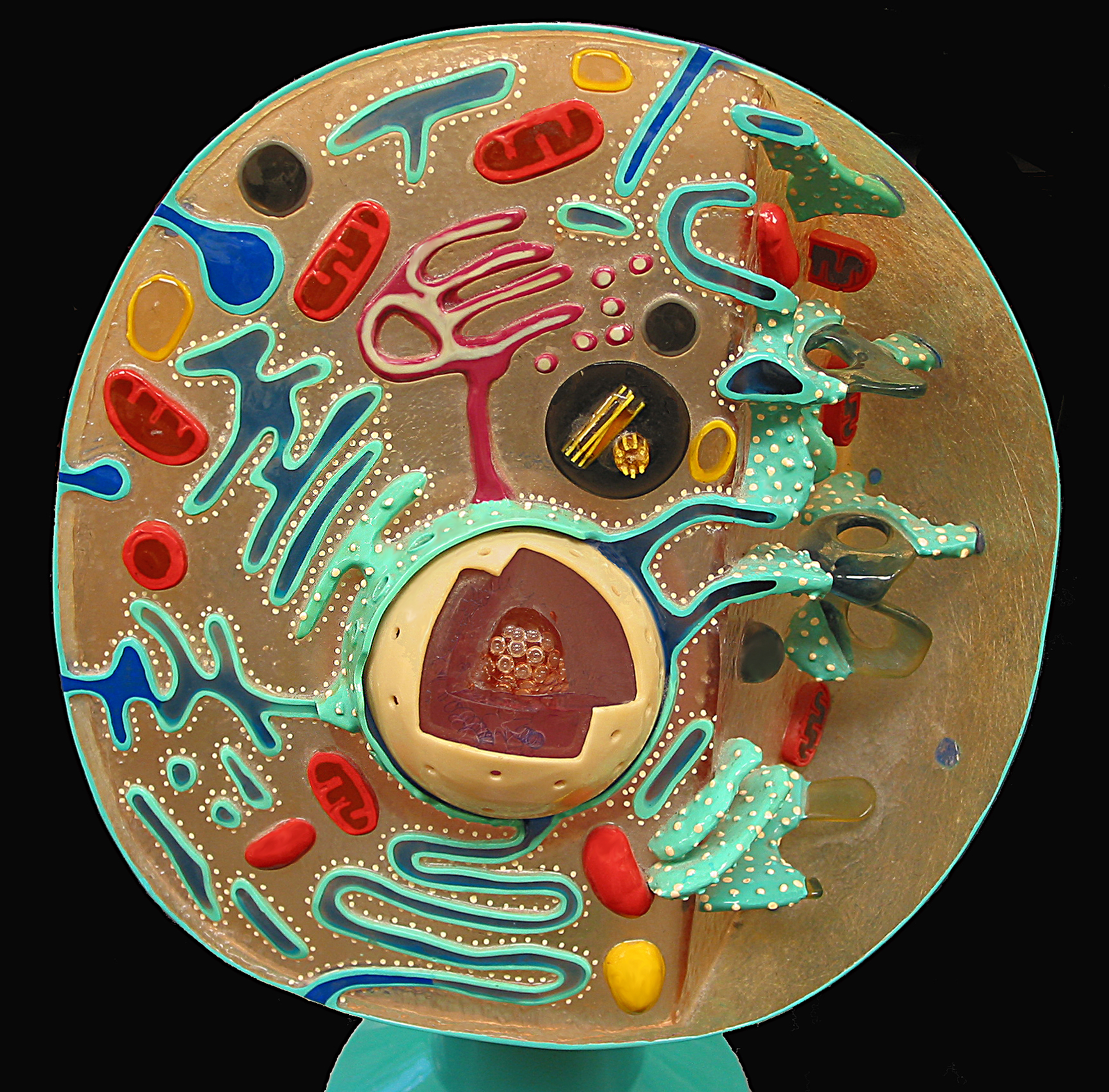
Modell einer tierischen Zelle

Biologiemodellmacher ist ein Beruf, der sich mit der Fertigung, Reparatur und Pflege von Biologiemodellen beschäftigt.
In Deutschland ist Biologiemodellmacher(in) ein anerkannter Beruf mit dreijähriger Ausbildung nach dem Berufsbildungsgesetz und wird in der Industrie angeboten.
Sie stellen Modelle von Knochen, ganze Skelette, Organe, Pflanzen, Tiere usw. in unterschiedlichen Maßstäben her. Die Modelle werden als Demonstrations- und Lehrmitteln an Schulen, Universitäten und anderen Ausbildungsstätten eingesetzt.
Sie arbeiten mit verschiedenen Materialien wie Holz, Metall, Gips, Wachs oder Kunststoff.
Ausgebildete Biologiemodellmacher können auch in anderen, ähnlichen Bereichen arbeiten wie Spielzeughersteller oder Schaufensterpuppenhersteller sowie in der Kunststoffindustrie.  

## Verwandte Berufe
- Architekturmodellbauer (Schweiz)
- Holzspielzeugmacher